# Anonymous Catalonia
Anonymous Catalonia és un grup de hacktivistes associats al moviment Anonymous que va fer la seva aparició després del Referèndum sobre la independència de Catalunya de 2017. El seu lema és "Lluitem per la llibertat d'expressió, la independència d'internet i de les xarxes de manera anònima. No volem que pensis com nosaltres, només volem que pensis.".
Des de l'any 2017 el grup va mantenir diversos comptes a Twitter, tancats per la xarxa social un després de l'altre. Mesos després van decidir deixar Twitter i passar-se a la xarxa social i missatgeria Telegram, el 15 d'abril del 2018, on van concentrar la seva activitat fins a la darrera publicació feta el 25 de març del 2021.
Amb més de 13.000 publicacions i 250.000 seguidors entre l'any 2018 i 2021 Anonymous Catalonia va identificar grups d'extrema dreta espanyols, col·laborar amb diaris per posar cara i nom a jutges utilitzant sota l'anonimat Twitter per atacar el moviment independentista català, hackejar el compte WhatsApp d'Albert Rivera o encara hackejar els correus electrònics de jutges del Tribunal Suprem espanyol com el de Manuel Marchena.
La principal activitat del grup, que va desenvolupar una eina mitjançant un bot Telegram anomenat TardorCalentaBOT, va ser la informació minut a minut. Gràcies a aquesta eina van poder informar a través del seu canal, amb un marge de segons; moviments, controls i equipament policial, càrregues, detencions o encara noves convocatòries durant grans concentracions, manifestacions, talls de carretera i altres esdeveniments durant els últims anys a Catalunya.